# Limitations de vitesse au Luxembourg

Panneau de limitations de vitesse à l'entrée du Grand Duché du Luxembourg

Limitations de vitesse au Luxembourg (abréviation officielle : L) :
- en ville, la vitesse est limitée à 50 km/h sauf indication contraire, essentiellement en cas de zone 30 ou de zone de rencontre ;
- hors agglomération, la vitesse est limitée à 90 km/h sauf indication contraire (pour les véhicules lourds ou tractant une remorque : 75 km/h) ;
- sur autoroute, la limite de vitesse est de 110 km/h par temps de pluie, et de 130 km/h par beau temps sauf indication contraire (pour les véhicules lourds ou tractant une remorque : 90 km/h).

## Autres règles
- Alcoolémie maximale autorisée au volant: 0,5 g/L d'alcool dans le sang ;
- Il est interdit d'utiliser ses feux de position seuls lorsque le véhicule est en mouvement.[réf. souhaitée]
- Il est interdit de rouler avec des pneus été lorsque les conditions sont hivernales.